# Handwerkskammer Dortmund

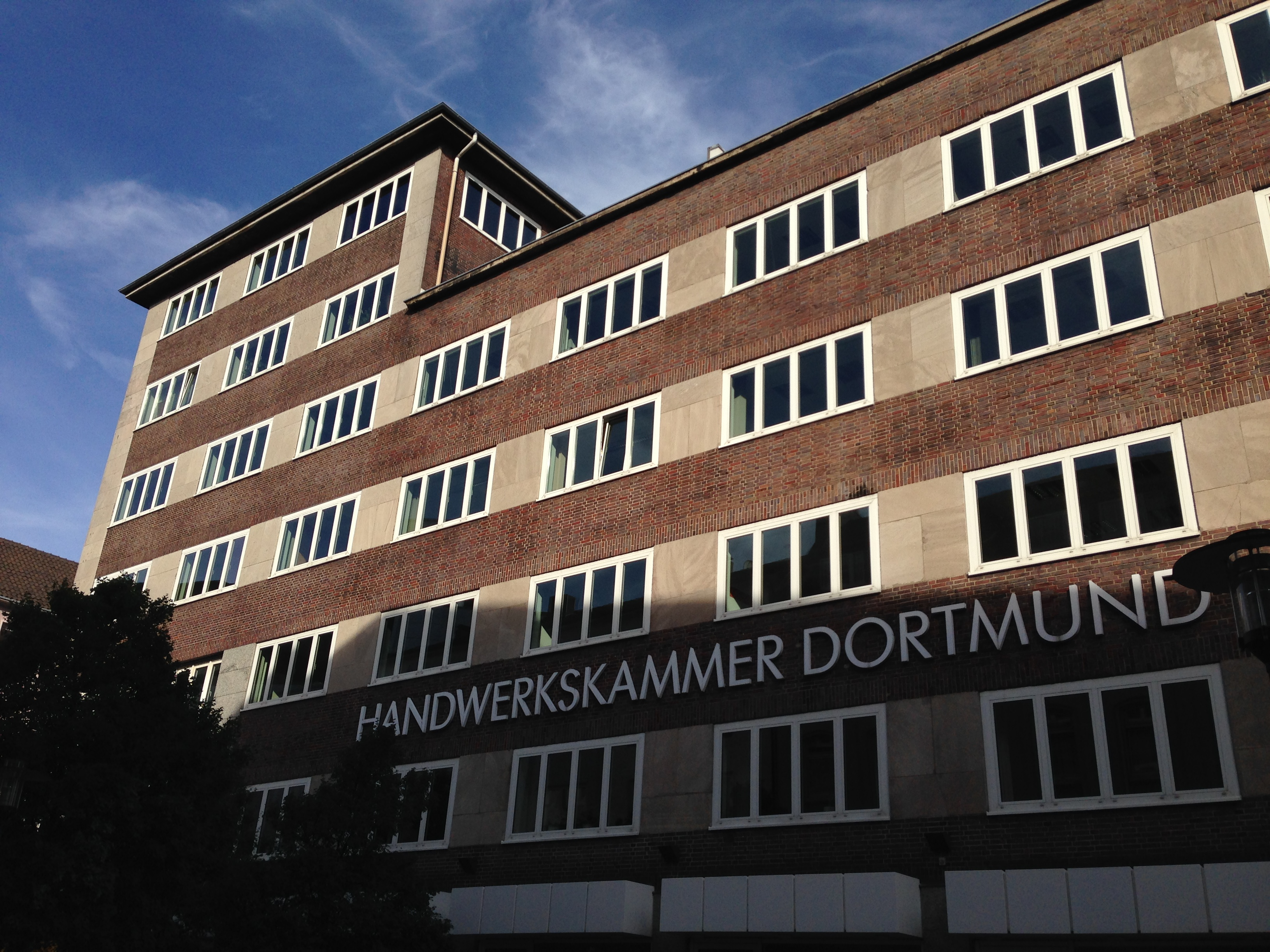
Handwerkskammer Dortmund

Die Handwerkskammer (HWK) Dortmund ist eine von 53 Handwerkskammern in der Bundesrepublik Deutschland mit Sitz in Dortmund.

## Geschichte
Die gesetzliche Grundlage für die Gründung von Handwerkskammern wurde 1897 durch eine Änderung der Gewerbeordnung für das Deutsche Reich geschaffen. Die Inhalte dieser Gewerbeordnung wurden 1953 in die Handwerksordnung überführt. Die konkrete Durchführung blieb den einzelnen Bundesstaaten überlassen, für das Königreich Preußen gab ein entsprechender Erlass des Ministers für Handel und Gewerbe am 14. August 1899 das Startsignal für die Errichtung der Handwerkskammern. Die offizielle Gründung fand 1900 statt, die erste Vollversammlung der Handwerkskammer Dortmund kam am 19. April des Jahres zusammen. Zum ersten Vorsitzenden wurde Julius Röper, Schlossermeister in Hamm, gewählt.

## Organisation
Das höchste Organ der Handwerkskammer Dortmund ist die Vollversammlung. Sie wird zu zwei Dritteln aus selbstständigen handwerklichen Unternehmern und zu einem Drittel aus Gesellen oder anderen Arbeitnehmern mit abgeschlossener Berufsausbildung gebildet. In dieses „Parlament“ des selbstverwalteten Handwerks werden Repräsentanten aus den verschiedenen Gewerbegruppen gewählt. So werden die wichtigsten Entscheidungen der Handwerkskammer durch die ehrenamtlichen Vertreter der Mitgliedsbetriebe getroffen. Die Vollversammlung wählt beispielsweise Vorstand, Ausschüsse und Geschäftsführer, stellt den Haushaltsplan fest, erlässt Vorschriften über die Berufsausbildung sowie die Gesellen- und Meisterprüfungsordnung. Insgesamt zählt die Vollversammlung der Dortmunder Kammer 51 Mitglieder, davon 34 auf Arbeitgeber- und 17 auf Arbeitnehmerseite. Gewählt werden sie für jeweils fünf Jahre.
Präsident der Handwerkskammer Dortmund ist seit 2014 Berthold Schröder, der seit 2016 auch Vizepräsident des Westdeutschen Handwerkskammertags (WHKT) ist. Vizepräsidenten der Dortmunder Kammer sind Kerstin Feix für die Arbeitgeberseite und Marc Giering für die Arbeitnehmerseite.  Hauptgeschäftsführer der Handwerkskammer Dortmund ist seit Januar 2019 Carsten Harder.
Die Handwerkskammer Dortmund ist Mitglied beim Westdeutschen Handwerkskammertag, der Dachorganisation der Handwerkskammern in Nordrhein-Westfalen, und auf Bundesebene beim Zentralverband des Deutschen Handwerks.

## Kammerbezirk Dortmund
Das Einzugsgebiet der Handwerkskammer Dortmund erstreckt sich von der Hellweg-Lippe-Region (Soest, Lippstadt, Hamm, Unna) über Dortmund und Lünen bis nach Bochum, Herne, Hagen und den Ennepe-Ruhr-Kreis.
Innerhalb des Kammerbezirks gibt es fünf Kreishandwerkerschaften: Dortmund und Lünen, Hagen, Hellweg-Lippe, Herne und Ruhr (Großraum Bochum und Ennepe-Ruhr-Kreis). Diese werden aus den ortsansässigen Handwerksinnungen gebildet.

## Aufgaben
Die Aufgaben der Handwerkskammer werden im Wesentlichen gesetzlich durch die Handwerksordnung festgelegt. An erster Stelle steht die Interessenvertretung der Mitgliedsbetriebe auf allen Ebenen wirtschaftlichen, politischen und gesellschaftlichen Lebens. Dazu gehört Politikberatung und die Vertretung handwerkspolitischer Belange gegenüber allen gesellschaftlichen Gruppen und der Öffentlichkeit.
Außerdem erfüllt die Handwerkskammer hoheitliche Aufgaben im staatlichen Auftrag (wirtschaftliche Selbstverwaltung). Zu nennen sind hier besonders die Führung von Handwerks- und Lehrlingsrolle, Ausbildungsberatung und Regelung der Berufsausbildung, Bestellung und Vereidigung von Sachverständigen, der Erlass von Prüfungsordnungen und die Bildung von Prüfungsausschüssen.
Viele Aufgaben werden durch ehrenamtliche Mitglieder durchgeführt. Sie betätigen sich in der Vollversammlung, im Berufsbildungsausschuss oder in einem Prüfungsausschuss.

## Berufliche Fort- und Weiterbildung

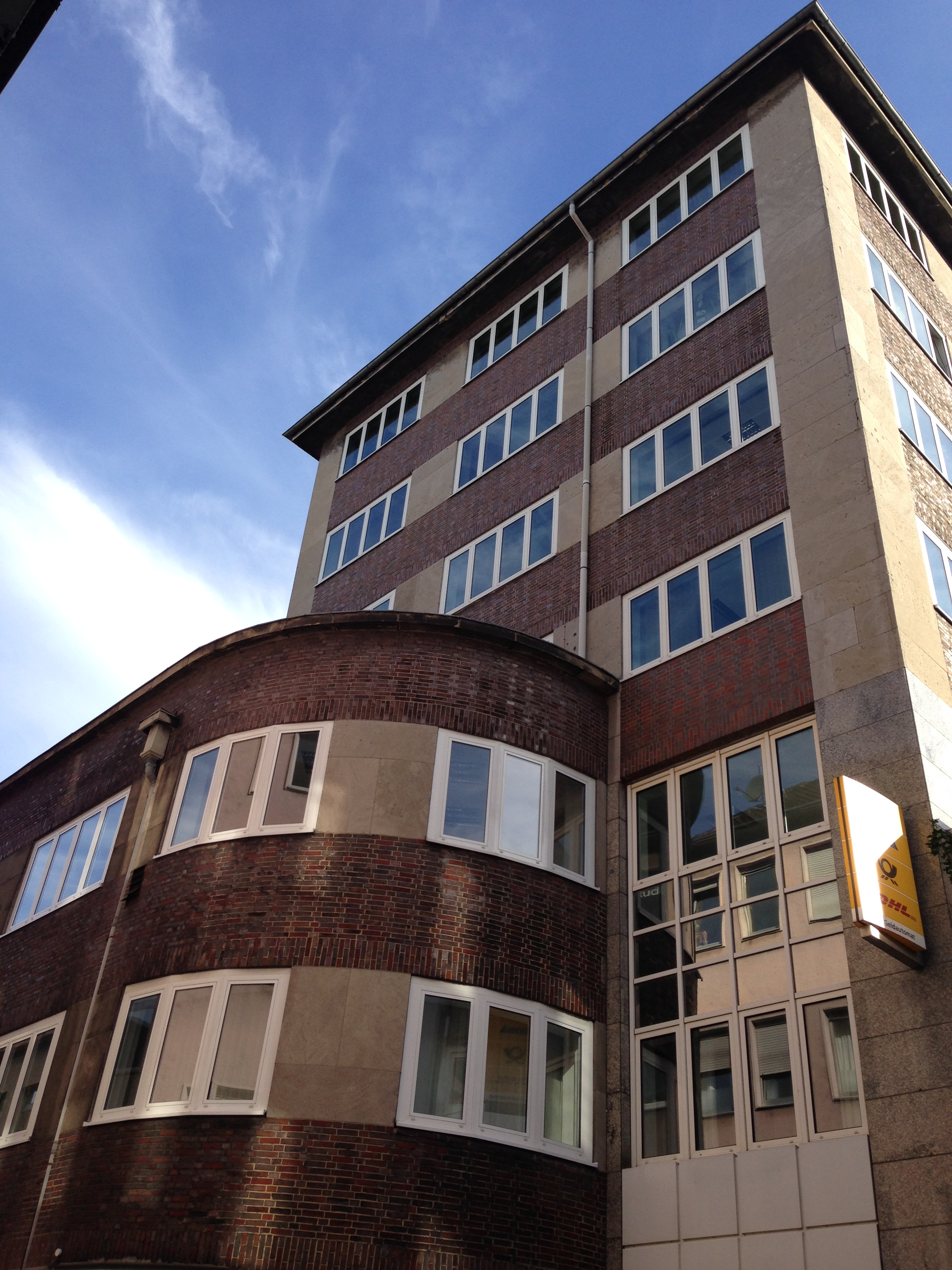
Hauptgebäude der Handwerkskammer Dortmund

Neben den hoheitlichen Aufgaben gehören die beruflichen Fort- und Weiterbildung zu den Arbeitsfeldern der Handwerkskammer. Sie betreibt fünf Bildungszentren für handwerkliche Aus- und Weiterbildung: die Bildungszentren Ardeystraße (BZA), Hansemann (BZH) und Körne in Dortmund sowie die Bildungszentren Soest und Ruhr (in Bochum). Hier werden verschiedenste Aus- und Weiterbildungsmöglichkeiten (darunter Meisterkurse in 22 Handwerksberufen) angeboten.
Im BZA beheimatet sind 16 Meisterschulen, die Akademie für Unternehmensführung, überbetriebliche Ausbildung in zehn Berufen, sowie kaufmännische Fort- und Weiterbildungslehrgänge. Die im Bildungszentrum Ardeystraße angesiedelte überbetriebliche Berufsbildungsstätte für die Bürokaufleute im Handwerk ist seit November 2011 offiziell als „Kompetenzzentrum Bürokaufleute online“ (KOMZET) nach den Förderrichtlinien der Bundesregierung anerkannt. Das Kompetenzzentrum des Handwerks hat ein neues, innovatives Schulungskonzept mit einer Online-Lernplattform für die überbetriebliche Lehrlingsausbildung entwickelt.
Das BZH ist eine Schulungsstätte für das Gerüstbauer-Handwerk, handwerksähnliche Gewerbe sowie für den Bereich der Zweiradtechnik. Das Gelände der ehemaligen Zeche Adolf von Hansemann wurde in ein Ausbildungszentrum umgebaut. Der 47.000 m² große Komplex in Dortmund-Mengede ist ein Beispiel für den Strukturwandel im Ruhrgebiet. Das Ausbildungszentrum für das Gerüstbauer-Handwerk ist das größte in Deutschland, in dem die duale Ausbildung an einem Standort ermöglicht wird. Die historische Fassade des früheren Bergwerks wird heute zum Aufbau moderner Systemgerüste genutzt. In der großen Innenhalle können witterungsunabhängig Übungen durchgeführt werden. Seit 2001 werden hier auch Meisterlehrgänge für Gerüstbauer angeboten. Auf dem Areal des Bildungszentrums Hansemann befinden sich zudem die Meisterschule für Dachdecker und Zimmerer, ein Schulungszentrum für Korrosionsschützer und eine Zweirad-Werkstatt.
Eine Tochtergesellschaft der Handwerkskammer, die Handwerkskammer Dortmund GmbH, unterhält seit 1988 eine Außerbetriebliche Ausbildungsstätte in der Huckarder Straße 111, wo ein Denkmal der Künstlerin Anette Seiler und eine Dokumentation der Geschichtswerkstatt Dortmund an die 1944/45 in diesem Gebäude eingesperrten Zwangsarbeiterinnen des KZ-Außenlagers Dortmund erinnern.

## Unternehmensförderung
Zu den Leistungen der Handwerkskammer Dortmund gehören auch die Bereiche Unternehmensberatung und Wirtschaftsförderung. Die Unternehmensberatung der Kammer bietet allen Gründern und Mitgliedsbetrieben Beratung und Informationen im betriebswirtschaftlichen und technischen Bereich für den betrieblichen Alltag an. Die Beratung erfolgt persönlich, neutral, vertraulich und kostenlos. Insbesondere kümmern sich die Berater der Handwerkskammer um Betriebe und Personen, die einen Handwerksbetrieb gründen oder übernehmen wollen. Sie helfen bei der Suche nach einem Übernehmer oder einem Übergeber, bereiten zusammen mit dem Betrieb die Unternehmensnachfolge vor. Die Berater bieten auch Unterstützung bei der Digitalisierung, Expansion und der Suche nach neuen Märkten im In- und Ausland, helfen den Betrieben bei der Entwicklung neuer Werbe- und Marketingstrategien. Ebenso unterstützt die Betriebsberatung Unternehmen, die in eine Krise geraten sind und sucht nach Möglichkeiten der Krisenüberwindung. Beratung gibt es darüber hinaus zu technischen, technologischen und umwelttechnischen Fragestellungen und zu Sonderthemen, wie zum Beispiel Integration von Menschen mit Behinderung, sowie Gründung und Begleitung von Handwerkskooperationen.

## Sitz
Im September 2014 ist die Hauptverwaltung der Handwerkskammer von der Reinoldistraße in der Dortmunder Innenstadt in einen Neubau an die weiter südlich gelegene Ardeystraße 93 gezogen.